# Mistrzostwa Świata FIBT 1986
Mistrzostwa Świata FIBT 1986 odbyły się w dniu 19 lutego 1986 w niemieckiej miejscowości Königssee, gdzie rozegrano konkurencję męskich dwójek i czwórek bobslejowych.

## Dwójki
- Data: 19 lutego 1986

| Miejsce | Narodowość | Zawodnik                             | czas |
| ------- | ---------- | ------------------------------------ | ---- |
| 1       | NRD        | Wolfgang Hoppe Dietmar Schauerhammer | –    |
| 2       | Szwajcaria | Ralph Pichler Celeste Poltera        | –    |
| 3       | NRD        | Detlef Richter Steffen Grummt        | –    |

## Czwórki
- Data: 19 lutego 1986

| Miejsce | Narodowość | Zawodnik                                                    | czas |
| ------- | ---------- | ----------------------------------------------------------- | ---- |
| 1       | Szwajcaria | Erich Schärer Kurt Meier Erwin Fassbind Andre Kisser        | –    |
| 2       | Austria    | Peter Kienast Franz Siegl Gerhard Redl Christian Mark       | –    |
| 3       | Szwajcaria | Ralph Pichler Heinrich Notter Celeste Poltera Roland Beerli | –    |

## Tabela medalowa
| Miejsce | Państwo    |   |   |   | Razem |
| ------- | ---------- | - | - | - | ----- |
| 1.      | Szwajcaria | 1 | 1 | 1 | 3     |
| 2.      | NRD        | 1 | 0 | 1 | 2     |
| 3.      | Austria    | 0 | 1 | 0 | 1     |